# Kolláth Zoltán
Kolláth Zoltán (Tiszafüred, 1961. október 23. –) okleveles fizikus-csillagász, a Magyar Csillagászati Egyesület elnöke, az MTA KTM CSKI tudományos tanácsadója, a Nyme TTK egyetemi tanára.

## Életpályája
Középiskolai tanulmányait Törökszentmiklóson a Bercsényi Miklós Gimnáziumban folytatta, 1976 és 1980 között. 1981-től az ELTE Természettudományi Karán tanult tovább, ahol 1986-ban diplomázott, 1987 és 1998 között tudományos segédmunkatárs, valamint munkatárs volt az MTA KTM Csillagászati Kutatóintézeténél (PhD-fokozat 1990). Ugyanezen a helyen 1998 és 2003 között tudományos főmunkatársként dolgozott, a Magyar Tudományos Akadémia doktori címét 2003-ban szerezte meg. 2013-ban a szombathelyi Nyugat-magyarországi Egyetem Természettudományi Karának egyetemi tanára volt.

## Kutatási területei
- Elméleti asztrofizika,
- A csillagpulzáció modellezése,
- Numerikus hidrodinamika,
- Kaotikus folyamatok változócsillagokban,
- Csillagászati adatsorok idő-frekvencia analízise,
- Csillagszerkezet, csillagpulzáció,
- Idősorok analízise,

## Tagságai
- 1986- , Eötvös Loránd Fizikai Társulat,
- 1989- , Magyar Csillagászati Egyesület,
- 1990- , International Astronomical Union,[2]
- 2004- , Magyar Csillagászati Egyesület elnöke,
- Az MTA Csillagászati és Űrfizikai Tudományos Bizottság tagja, 2012-től alelnöke.[3]

## Publikációk
- Meteor csillagászati évkönyv 2013 - Benkő József, Mizser Attila szerkesztésében, Budapest, MCSE, 2012, ISSN 0866-2851

## Díjak
- 1991, Akadémiai Ifjúsági Díj,
- 1998-2001, Bolyai János Kutatói Ösztöndíj,
- 2001, Az MTA Fizikai Osztály Díja,
- 2012, Pro Natura emlékplakett